# Hank Ballard
Hank Ballard, rodným jménem John Henry Kendricks (18. listopadu 1927 Detroit, Michigan – 2. března 2003 Los Angeles, Kalifornie) byl americký zpěvák. V roce 1953 se stal členem doo-wopové skupiny The Royals a později vystupoval se skupinou The Midnighters. Po rozpadu Midnighters se ve druhé polovině šedesátých let vydal na sólovou dráhu. Spolupracoval například s Jamesem Brownem, který byl producentem Ballardova alba You Can't Keep a Good Man Down (Ballard se podílel na Brownově albu Get on the Good Foot z roku 1972). V roce 1990 byl uveden do Rock and Roll Hall of Fame. Jeho sestřenice Florence Ballard byla zpěvačkou skupiny The Supremes.